# Yulduz Usmonova
Yulduz O‘rayimoxunovna Usmonova, född 12 december 1963 i Margilan, är en uzbekisk sångerska. 
Usmonova började sin karriär som underhållare på bröllop. Hennes rykte har spridit sig utanför hennes hemland och hon är särskilt stor i Tyskland och Turkiet. Hon lämnade sitt hemland 2005.

## Album
- 1993: Alma Alma
- 1995: Jannona
- 1996: Binafscha
- 1997: The selection album
- 2004: Bilmadim (tillsammans med Jah Wobble och Ernest Ranglin)

## Filmografi
| År   | Film                        | Roll            | Kommentar        |
| ---- | --------------------------- | --------------- | ---------------- |
| 1991 | Temir erkak                 | Yulduz          |                  |
| 1992 | Olov qaʻridagi farishta     | Nargiza         | Singing          |
| 1995 | Bolajon                     | Yulduz Usmanova | Cameo appearance |
| 2000 | Tohir va Zuhra yangi talqin | Yulduz Usmanova | Cameo appearance |
| 2004 | Muhabbat sinovlari 2        | Yulduz Usmanova | Cameo appearance |
| 2004 | Qalblar toʻlqini            | Nodira          | Singing          |
| 2004 | Sarvinoz                    | Yulduz Usmanova | Cameo appearance |

| År   | Film                          | Film                                 | Kommentar |
| ---- | ----------------------------- | ------------------------------------ | --------- |
| 1990 | Temir xotin                   | Iron Woman                           |           |
| 1991 | Temir erkak                   | Iron Man                             |           |
| 1992 | Olov qaʻridagi farishta       |                                      |           |
| 1992 | Kim jinni?                    |                                      |           |
| 1995 | Bolajon                       |                                      |           |
| 2000 | Tohir va Zuhra yangi talqinda | Tohir and Zuhra (New Interpretation) |           |
| 2004 | Muhabbat sinovlari 2          |                                      |           |
| 2004 | Qalblar toʻlqini              |                                      |           |
| 2004 | Sarvinoz                      | Sarvinoz                             |           |
| 2005 | Nahotki, sen?                 |                                      |           |
| 2007 | Boʻrilar                      | Wolves                               |           |
| 2009 | Oshiqlar                      |                                      |           |
| 2013 | Ojiza                         |                                      |           |
| 2015 | Yolgʻon dunyo                 |                                      |           |

| År   | Låttitel              | Artist           |
| ---- | --------------------- | ---------------- |
| 2007 | "Bir kuning baxsh et" | Nilufar Usmanova |